# ほうおう座SX星
ほうおう座SX星（ほうおうざSXせい）は、ほうおう座の方向に位置する脈動変光星。

## 概要
ほうおう座SX型変光星の代表星で、79.148791分、すなわち0.054964438日の周期で6.76等と7.53等の間を変光する。変光に伴いスペクトル型もA5-F4の間を変化する。

## 名称
学名はSX Phoenicis（略称：SX Phe）。